# Tạp chí Công nghệ Hóa học Ba Lan
Tạp chí Công nghệ Hóa học Ba Lan là một tạp chí khoa học Quốc tế dành cho các vấn đề của công nghệ hóa học và hóa học cơ bản, kỹ thuật hóa học và công nghệ sinh học, đã lọt vào danh sách các tạp chí của Philadelphia vào năm 2008, chỉ số IF năm 2019 của tạp chí là 1.193. Tạp chí được xuất bản bởi Viện Công nghệ và Kỹ thuật Môi trường của Đại học Công nghệ Tây Pomeranian ở Szczecin từ những năm 1999 (bản in) và đến năm 2007, tạp chí đã có bản điện tử, chỉ số xuất bản là e-ISSN: 1899-4741. Các bản đăng hoàn toàn bằng tiếng Anh.

## Các chỉ số của tạp chí[2]
- Hệ số ảnh hưởng: 1.193
- Điểm trích dẫn: 1.8
- Giá trị Copernicus: 141,65
- Xếp hạng Tạp chí SCImago: 0.282

## Ban biên tập[3]

### Tổng biên tập
Ryszard Józef Kaleńczuk, Đại học Công nghệ West Pomeranian, Szczecin, Vật liệu nano Hóa lý

### Phó tổng biên tập
Beata Zielińska, Đại học Công nghệ West Pomeranian, Szczecin, Vật liệu nano Hóa lý

### Ban Cố vấn Biên tập
Neal Tai-Shung Chung, Khoa Kỹ thuật Hóa học & Phân tử Sinh học, Đại học Quốc gia Singapore, Singapore
Enrico Drioli, Viện Công nghệ màng (ITM -CNR), Đại học Calabria, Ý
Roman Dziembaj, Đại học Jagiellonian, Kraków, Ba Lan
Lidietta Giorno, Viện Công nghệ màng (ITM -CNR), Đại học Calabria, Ý
Michio Inagaki, Học viện Công nghệ Aichi, Yakusa, Nhật Bản
Zdzisław Jaworski, Đại học Công nghệ Tây Pomeranian, Szczecin, Viện Kỹ thuật Hóa học và Quy trình Bảo vệ Môi trường, Ba Lan
Kang Li, Đại học Hoàng gia London, Vương quốc Anh
Riccardo Manzini, Đại học di Bologna, Ý
Andrzej W.Pacek, Đại học Birmingham, Trường Kỹ thuật, Birmingham, Vương quốc Anh
Martin I. Pech-Canul, Đại học Cinvestav IPN-Saltillo, Mexico
Juliusz Pernak, Đại học Công nghệ Poznan, Poznań, Ba Lan
Mark H. Rümmeli, Viện nghiên cứu vật liệu và trạng thái rắn Leibniz Dresden, Đức
Gražyna Simha Martynková, Trung tâm Công nghệ nano, VŠB- Đại học Kỹ thuật Ostrava, Cộng hòa Séc
Janusz Szymczyk, Đại học Khoa học Ứng dụng, Stralsund, Đức
Masahiro Toyoda, Đại học Oita, Oita, Nhật Bản
Adam Voelkel, Đại học Công nghệ Poznan, Poznań, Ba Lan
Antoni W. Morawski, Đại học Công nghệ Tây Pomeranian, Szczecin, Viện Kỹ thuật Hóa học và Môi trường, Ba Lan
Sylwia Mozia, Đại học Công nghệ Tây Pomeranian, Szczecin, Viện Kỹ thuật Hóa học và Môi trường, Ba Lan
Jacek Przepiórski, Đại học Công nghệ Tây Pomeranian, Szczecin, Viện Kỹ thuật Hóa học và Môi trường, Ba Lan
Magdalena Cudak, Đại học Công nghệ Tây Pomeranian, Szczecin, Viện Kỹ thuật Hóa học và Quy trình Bảo vệ Môi trường, Ba Lan
Tadeusz Spychaj, Đại học Công nghệ Tây Pomeranian, Szczecin, Viện Polymer, Ba Lan
Beata Michalkiewicz, Đại học Công nghệ Tây Pomeranian, Szczecin, Viện Kỹ thuật Hóa học và Môi trường, Ba Lan
Beata Schmidt, Đại học Công nghệ Tây Pomeranian, Szczecin, Ba Lan
Agnieszka Wróblewska, Đại học Công nghệ Tây Pomeranian, Szczecin, Viện Công nghệ Hóa học Hữu cơ, Ba Lan